# Nebaliidae
Famille
Les Nebaliidae sont une famille de crustacés.

## Liste des genres
Selon World Register of Marine Species (11 juin 2010) :
- genre Dahlella Hessler, 1984
- genre Nebalia Leach, 1814
- genre Nebaliella Thiele, 1904
- genre Sarsinebalia Dahl, 1985
- genre Speonebalia Bowman, Yager & Iliffe, 1985